# Do (nota)
Il do è una nota musicale della scala diatonica fondamentale, unica scala priva di diesis e di bemolle, nei suoi diversi sette modi. È anche la prima nota (tonica) della scala maggiore omonima e la terza nota della scala minore di la. In generale è presente in tutti i sette modi della scala diatonica fondamentale.
In gran parte della cultura musicale dell'Europa meridionale è considerata "prima nota" o "nota principale" per il fatto di essere la prima nota della scala maggiore fondamentale e perché figurava per prima nell'originale sistema di notazione di Guido d'Arezzo.

## Storia
La nota "do" in origine era chiamata "ut", nome introdotto dalla notazione adottata da Guido d'Arezzo; questo nome è ancora in uso oggi nella lingua francese (in cui si dice, ad esempio, clef d'ut per chiave di do). Il nome attuale è stato attribuito al teorico musicale italiano Giovanni Battista Doni, il quale nel XVII secolo avrebbe sostituito "ut" con la prima sillaba del proprio cognome. Il nome "do" è stato preferito perché, uscendo in vocale, si pronuncia in modo più fluido nel solfeggio, mentre la "t" finale di "ut" può essere causa di fastidi nella pronuncia.
Nella notazione in uso nei paesi di lingua inglese e tedesca il do viene indicato con la lettera C.

## Do centrale
L'espressione do centrale indica il do corrispondente al tasto centrale della tastiera del pianoforte a 88 tasti, con frequenza approssimativamente di 261,6 Hz. Secondo la notazione scientifica dell'altezza utilizzata negli Stati Uniti viene indicato come C4. Nell'illustrazione qui sotto il do centrale è indicato come do3, indicazione in uso in Europa.

Esso è "centrale" perché, nelle parti per pianoforte, è posto con un taglio in testa nell'interspazio tra la chiave di violino e quella di basso. Il sistema del doppio pentagramma (endecalineo) ad uso di tutti gli strumenti a vasta estensione, cioè tutte le tastiere e l'arpa, sostituisce il criterio della chiave unica, che era proprio la chiave di do.

## Do mobile
Il do mobile è un metodo moderno di solmisazione inventato al fine di rendere la lettura della musica agevole e veloce; è stato introdotto da Zoltán Kodály nel 1917.